# Lacinipolia infecta
Lacinipolia infecta là một loài bướm đêm trong họ Noctuidae.